# Sông Ea Rsai
Sông Ea Rsai, còn viết là Ea R'Sai, Ea RSai hay Ia Rsai, là phụ lưu bờ trái sông Ea Pa (sông Ba) trong hệ thống sông Ba. Sông Ea Rsai chảy ở huyện Krông Pa tỉnh Gia Lai, Việt Nam .

## Dòng chảy
Sông Ea Rsai khởi nguồn từ các suối ở xã Ia R'Sai, chảy về hướng nam. Qua xã Chư Rcăm huyện Krông Pa sông chảy về hướng tây.
Sau đó sông trở lại vùng đất xã Ia R'Sai huyện Krông Pa tỉnh Gia Lai, đổ vào sông Ea Pa .

## Chỉ dẫn
1. ↑  Trong tiếng các dân tộc thuộc nhóm ngôn ngữ Môn-Khmer ở Tây Nguyên và trong tiếng Việt cổ (trước thế kỷ 16, xem Chữ Nôm) thì đăk đã có nghĩa là nước, sông, suối, còn krông nghĩa là sông. Trong tiếng  một số dân tộc Tây Nguyên khác thì ea và ia có nghĩa là nước, sông, suối.